# Andrea Agostinelli
Pour les articles homonymes, voir Agostinelli.
Andrea Agostinelli (né le 20 avril 1957  à Ancône) est un footballeur, qui évoluait à un poste de milieu de terrain, et désormais entraîneur italien de football.